# Athlītikos Syllogos Arīs Thessalonikīs 2023-2024

## Stagione
La stagione 2023-2024 vede la 59ª partecipazione in massima serie greca dell'Aris Salonicco, nonché la sesta consecutiva, che conferma in panchina il tecnico Apostolos Terzis. La squadra di Salonicco, dopo aver concluso il campionato precedente in quinta posizione si qualifica al secondo turno della Conference League. Col risultato complessivo di 2-1, l'Aris supera il turno eliminando gli armeni dell'Ararat-Armenia. In Europa il cammino dell'Aris si ferma al terzo turno contro gli ucraini della Dinamo Kiev che vincono ai rigori dopo che il doppio confronto si è concluso in parità (2-2). L'esordio in campionato non sorride agli uomini di Terzis, che perdono 3-2 in casa dell'OFI Creta.
Il 29 agosto Apostolos Terzis viene esonerato dall'incarico di allenatore della prima squadra e al suo posto viene nominato Apostolos Mantzios. Il nuovo tecnico esordisce con la vittoria in campionato per 3-2 ai danni dell'Asteras Tripolīs. Il girone di ritorno si apre con la vittoria per 1-0 in casa con l'OFI Creta, ma senza il pubblico sugli spalti a causa di un provvedimento preso dal governo per arginare la violenza negli stadi. Il 17 gennaio l'Aris supera gli ottavi di finale di Coppa di Grecia eliminando ai rigori l'AEK Atene. Il 30 gennaio la squadra di Mantzios supera nel doppio confronto il Nikī Volo (risultato complessivo di 5-2) e va in semifinale di coppa nazionale. Il 3 marzo si conclude la prima parte del campionato con l'Aris che pareggia per 3-3 contro l'AEK e accede alla poule scudetto.
Il 6 marzo, in virtù di un risultato complessivo di 1-0, l'Aris elimina il Panaitōlikos e raggiunge la finale di Coppa di Grecia dopo 14 anni dall'ultima volta. Il 10 marzo si apre la poule con l'Aris che batte a domicilio i concittadini del PAOK per una rete a zero. Il 19 maggio si chiude il campionato, con la sconfitta nel derby per 1-2 che vale lo scudetto ai rivali. A livello individuale Loren Morón si laurea capocannoniere della Super Liga con 20 reti. Il 25 maggio si conclude la stagione dell'Aris con la sconfitta per 1-0 maturata negli ultimi minuti di recupero per mano del Panathīnaïkos, in finale di coppa nazionale.

## Maglie e sponsor
Lo sponsor tecnico per la stagione 2023-2024 è Adidas, mentre lo sponsor ufficiale è NoviBet.
|  | Casa |  | Trasferta |  | Terza maglia |

## Rosa
Rosa e numerazione tratte dal sito ufficiale.
| N. |                           | Ruolo | Calciatore                   |
| -- | ------------------------- | ----- | ---------------------------- |
| 2  | RD del Congo (bandiera)   | D     | Salem M'bakata               |
| 3  | Argentina (bandiera)      | D     | Franco Ferrari               |
| 4  | Brasile (bandiera)        | D     | Fabiano Leismann             |
| 5  | Grecia (bandiera)         | D     | Geōrgios Delīzīsīs           |
| 6  | Spagna (bandiera)         | C     | Manu García                  |
| 7  | Grecia (bandiera)         | C     | Lazaros Christodoulopoulos   |
| 8  | Costa d'Avorio (bandiera) | C     | Cheick Doukouré              |
| 9  | Giamaica (bandiera)       | A     | Andre Gray                   |
| 9  | Costa Rica (bandiera)     | A     | Jewison Bennette             |
| 10 | Germania (bandiera)       | C     | Lukas Rupp                   |
| 11 | Ecuador (bandiera)        | C     | Kike Saverio                 |
| 12 | Costa Rica (bandiera)     | A     | Álvaro Zamora                |
| 13 | Costa Rica (bandiera)     | D     | Rónald Matarrita             |
| 14 | Rep. Ceca (bandiera)      | D     | Jakub Brabec (vice capitano) |
| 16 | Rep. Ceca (bandiera)      | C     | Vladimír Darida              |
| 17 | Honduras (bandiera)       | A     | Luis Palma                   |
| 17 | Iran (bandiera)           | A     | Karim Ansarifard             |
| 18 | Argentina (bandiera)      | D     | Valentino Fattore            |
| 19 | Grecia (bandiera)         | C     | Giannīs Fetfatzidīs          |

| N. |                        | Ruolo | Calciatore               |
| -- | ---------------------- | ----- | ------------------------ |
| 20 | Croazia (bandiera)     | C     | Neven Đurasek            |
| 21 | Spagna (bandiera)      | C     | Rubén Pardo              |
| 22 | Inghilterra (bandiera) | D     | Moses Odubajo            |
| 23 | Spagna (bandiera)      | P     | Julián Cuesta (capitano) |
| 24 | Croazia (bandiera)     | C     | Domagoj Pavičić          |
| 27 | Argentina (bandiera)   | A     | Jonathan Menéndez        |
| 28 | Belgio (bandiera)      | C     | Birger Verstraete        |
| 30 | Camerun (bandiera)     | C     | Jean Jules               |
| 31 | Grecia (bandiera)      | P     | Konstantinos Kyriazis    |
| 32 | Svezia (bandiera)      | A     | David Moberg Karlsson    |
| 33 | Spagna (bandiera)      | D     | Martín Montoya           |
| 41 | Grecia (bandiera)      | C     | Georgios Agorastos       |
| 44 | Spagna (bandiera)      | D     | Fran Vélez               |
| 77 | Grecia (bandiera)      | C     | Michail Panagidis        |
| 80 | Spagna (bandiera)      | A     | Loren Morón              |
| 92 | Mauritius (bandiera)   | D     | Lindsay Rose             |
| 93 | Russia (bandiera)      | A     | Magomed-Šapi Sulejmanov  |
| 94 | Grecia (bandiera)      | P     | Eleutherios Choutesiōtīs |

## Calciomercato

### Sessione estiva
| Acquisti         | Acquisti                  | Acquisti            | Acquisti                         |
| R.               | Nome                      | da                  | Modalità                         |
| ---------------- | ------------------------- | ------------------- | -------------------------------- |
| P                | Eleutherios Choutesiōtīs  | Iōnikos             | gratuito                         |
| D                | Antonis Aidonis           | Stoccarda           | gratuito                         |
| D                | Geōrgios Delīzīsīs        |                     | svincolato                       |
| D                | Valentino Fattore         | Siviglia Atlético   | gratuito                         |
| D                | Franco Ferrari            | APOEL               | gratuito                         |
| D                | Rónald Matarrita          | Dnipro-1            | gratuito                         |
| D                | Martín Montoya            |                     | svincolato                       |
| D                | Fran Vélez                | Al-Fateh            | gratuito                         |
| C                | Neven Đurasek             | Šachtar             | gratuito                         |
| C                | Jean Jules                | Górnik Zabrze       | gratuito                         |
| C                | Domagoj Pavičić           | Konyaspor           | gratuito                         |
| C                | Kike Saverio              | Deportivo La Coruña | gratuito                         |
| C                | Rubén Pardo               |                     | svincolato                       |
| C                | Birger Verstraete         | Anversa             | gratuito                         |
| A                | Jonathan Menéndez         | Real Salt Lake      | gratuito                         |
| A                | David Moberg Karlsson     | Urawa Reds          | prestito                         |
| A                | Loren Morón               | Real Betis          | gratuito                         |
| A                | Magomed-Šapi Sulejmanov   | Krasnodar           | prestito oneroso (0,1 milioni €) |
| A                | Álvaro Zamora             | Saprissa            | gratuito                         |
| Altre operazioni |                           |                     |                                  |
| R.               | Nome                      | da                  | Modalità                         |
| D                | Konstantinos Chrysopoulos | Olympiacos B        | fine prestito                    |
| A                | Nikos Bekiaridis          | Apollōn Larissa     | gratuito                         |

| Cessioni         | Cessioni                  | Cessioni         | Cessioni                    |
| R.               | Nome                      | a                | Modalità                    |
| ---------------- | ------------------------- | ---------------- | --------------------------- |
| P                | Marios Siampanīs          | Volo             | gratuito                    |
| D                | Bryan Dabo                |                  | svincolato                  |
| D                | Bradley Mazikou           | Servette         | definitivo (0,35 milioni €) |
| D                | Salem M'bakata            | Gaziantep        | definitivo (0,35 milioni €) |
| D                | Nicolas N'Koulou          |                  | svincolato                  |
| D                | Marvin Peersman           | Groningen        | gratuito                    |
| C                | Oghenekaro Etebo          | Stoke City       | fine prestito               |
| C                | Mateo García              | Atlas            | definitivo (1 milione €)    |
| A                | Rafael Camacho            | Sporting Lisbona | fine prestito               |
| A                | Gervinho                  |                  | svincolato                  |
| A                | Andre Gray                | Al-Riyadh        | gratuito                    |
| A                | Juan Iturbe               |                  | svincolato                  |
| A                | Aboubakar Kamara          | Olympiacos       | fine prestito               |
| A                | Luis Palma                | Celtic           | definitivo (4,75 milioni €) |
| Altre operazioni |                           |                  |                             |
| R.               | Nome                      | a                | Modalità                    |
| P                | Konstantinos Tanoulis     | Olympiacos B     | ?                           |
| D                | Antonis Aidonis           |                  | svincolato                  |
| D                | Konstantinos Chrysopoulos | AEK Atene        | definitivo (0,8 milioni €)  |
| D                | Christos Marmaridis       |                  | svincolato                  |
| A                | Christos Chatziioannou    | Panathīnaïkos B  | ?                           |
| A                | Rafail Sgouros            | Olympiacos B     | ?                           |

### Sessione invernale
| Acquisti         | Acquisti            | Acquisti         | Acquisti |
| R.               | Nome                | da               | Modalità |
| ---------------- | ------------------- | ---------------- | -------- |
| D                | Lindsay Rose        | Legia Varsavia   | gratuito |
| C                | Giannīs Fetfatzidīs | APOEL            | gratuito |
| A                | Karim Ansarifard    | Omonia           | gratuito |
| A                | Jewison Bennette    | Sunderland       | prestito |
| Altre operazioni |                     |                  |          |
| R.               | Nome                | da               | Modalità |
| P                | Maksym Koval'       | Sheriff Tiraspol | gratuito |

| Cessioni         | Cessioni          | Cessioni        | Cessioni   |
| R.               | Nome              | a               | Modalità   |
| ---------------- | ----------------- | --------------- | ---------- |
| C                | Domagoj Pavičić   | Dinamo Bucarest | prestito   |
| A                | Jonathan Menéndez |                 | svincolato |
| Altre operazioni |                   |                 |            |
| R.               | Nome              | a               | Modalità   |
| P                | Maksym Koval'     | Kalamata        | prestito   |

## Risultati

### Souper Ligka Ellada

#### Girone di andata
| Arbitro: | Manouchos |

|                                       |           |                       |
| Dicko 17’ Þórarinsson 38’ Neira 90+1’ | Marcatori | 40’ Loren 68’ Fabiano |

| Arbitro: | Vergetis |

|              |           |  |
| Carlitos 38’ | Marcatori |  |

| Arbitro: | Katoikos |

|                                         |           |                         |
| Zamora 16’ Loren 61’ Fabiano 82’ (rig.) | Marcatori | 28’ Bartolo 85’ Mantzīs |

| Salonicco 17 settembre 2023, ore 19:30 CEST 4ª giornata | PAOK       | 0 – 0 referto | Arīs Salonicco | Stadio Toumba (17 731 spett.)\| Arbitro: \| Papapetrou \| |
| Arbitro:                                                | Papapetrou |               |                |                                                           |

| Arbitro: | Diamantopoulos |

|                            |           |  |
| Loren 22’, 55’ Lazaros 85’ | Marcatori |  |

| Arbitro: | Al-Hakim |

|                                                 |           |              |
| Brabec 21’ (aut.) El Kaabi 62’, 70’ Jovetić 84’ | Marcatori | 47’ R. Pardo |

| Arbitro: | Poulikidis |

|           |           |              |
| Loren 23’ | Marcatori | 75’ Ožegović |

| Arbitro: | Perrakis |

|               |           |  |
| Fabiano 90+7’ | Marcatori |  |

| Arbitro: | Manouchos |

|                     |           |  |
| Šapi 55’ Zamora 75’ | Marcatori |  |

| Arbitro: | Diamantopoulos |

|             |           |                                         |
| Fabiano 39’ | Marcatori | 25’ Friðjónsson 55’ Valencia 77’ Camara |

| Arbitro: | Tsimenteridis |

|  |           |                             |
|  | Marcatori | 60’ (rig.) Loren 75’ Darida |

| Arbitro: | Correia |

|                        |           |  |
| Loren 43’ Menéndez 72’ | Marcatori |  |

| Arbitro: | Al-Hakim |

|          |           |  |
| Vida 59’ | Marcatori |  |

#### Girone di ritorno
| Arbitro: | Gamaris |

|            |           |  |
| Darida 39’ | Marcatori |  |

| Arbitro: | Vatsios |

|                       |           |                       |
| Loren 48’ (rig.), 78’ | Marcatori | 56’ Acuña 90+5’ Malçi |

| Arbitro: | Evangelou |

|                                        |           |                          |
| Miritello 45+2’ (rig.), 50’ Munafo 61’ | Marcatori | 8’ (rig.) Loren 14’ Šapi |

| Arbitro: | Putros |

|                      |           |          |
| Šapi 46’ Saverio 59’ | Marcatori | 75’ Baba |

| Arbitro: | Tsimenteridis |

|  |           |                                               |
|  | Marcatori | 19’ Đurasek 78’ Šapi 90’ Saverio 90+6’ Zamora |

| Arbitro: | Krogh |

|                    |           |                                |
| Quini 90+1’ (aut.) | Marcatori | 17’ Navarro 21’ (rig.) Rodinei |

| Arbitro: | Gamaris |

|  |           |                 |
|  | Marcatori | 16’ Fetfatzidīs |

| Arbitro: | Tzilos |

|               |           |           |
| Aleksić 90+5’ | Marcatori | 52’ Loren |

| Giannina 10 febbraio 2024, ore 18:00 CET 22ª giornata | PAS Giannina | 0 – 0 referto | Arīs Salonicco | Stadio Zosimades (0 spett.)\| Arbitro: \| Vatsios \| |
| Arbitro:                                              | Vatsios      |               |                |                                                      |

| Arbitro: | Tsetsilas |

|  |           |                        |
|  | Marcatori | 33’ Loren 90+4’ Darida |

| Arbitro: | Gamaris |

|                            |           |  |
| Loren 45+1’ Ansarifard 88’ | Marcatori |  |

| Arbitro: | Al-Hakim |

|                                   |           |  |
| Bakasetas 4’ Iōannidīs 52’ (rig.) | Marcatori |  |

| Arbitro: | Sidīropoulos |

|                                                |           |                                       |
| Fetfatzidīs 43’ Saverio 49’ Loren 90+7’ (rig.) | Marcatori | 15’ (rig.) Amrabat 55’ Vida 67’ Ponce |

#### Poule scudetto
| Arbitro: | Obrenović |

|  |           |           |
|  | Marcatori | 31’ Loren |

| Arbitro: | Perrakis |

|                                     |           |                |
| Šapi 55’ Manu García 56’ Brabec 59’ | Marcatori | 88’ Kontonikos |

| Arbitro: | Wattellier |

|                                      |           |  |
| El Kaabi 6’ Podence 60’ Carvalho 89’ | Marcatori |  |

| Arbitro: | Stavrev |

|  |           |                                |
|  | Marcatori | 62’ Šporar 90+2’ (aut.) Brabec |

| Arbitro: | Manouchos |

|               |           |  |
| Ponce 9’, 14’ | Marcatori |  |

| Arbitro: | Vergetis |

|           |           |                        |
| Loren 38’ | Marcatori | 49’ Sidibé 84’ Amrabat |

| Arbitro: | Obrenović |

|           |           |               |
| Loren 48’ | Marcatori | 53’ Gelson M. |

| Arbitro: | Ağayev |

|  |           |           |
|  | Marcatori | 2’ Zamora |

| Arbitro: | Sidīropoulos |

|                             |           |                                            |
| Tzanetopoulos 35’ Malçi 44’ | Marcatori | 46’, 76’ Loren 78’ Fattore 89’ Fetfatzidīs |

| Arbitro: | Grinfeld |

|           |           |                       |
| Loren 47’ | Marcatori | 30’ Thomas 62’ Taison |

### Coppa di Grecia
| Atene 10 gennaio 2024, ore 15:00 CET Ottavi di finale – Andata | AEK Atene | 0 – 0 referto | Arīs Salonicco | OPAP Arena (0 spett.)\| Arbitro: \| Jug \| |
| Arbitro:                                                       | Jug       |               |                |                                            |

| Arbitro: | Dabanović |

|                                             |                      |                             |
| Loren 58’                                   | Marcatori            | 45+1’ Gaćinović             |
| Fabiano Loren Fetfatzidīs Darida Verstraete | Tiri di rigore 4 – 2 | Vida van Weert Ponce Pineda |

| Arbitro: | Vergetis |

|                              |           |  |
| Darida 58’, 90+3’ Šapi 90+6’ | Marcatori |  |

| Arbitro: | Tsakalidis |

|                         |           |                         |
| Kassos 35’ Leonardo 46’ | Marcatori | 27’ (rig.), 69’ Saverio |

| Arbitro: | Diamantopoulos |

|  |           |                |
|  | Marcatori | 64’ Fran Vélez |

| Salonicco 6 marzo 2024, ore 18:00 CET Semifinale – Ritorno | Arīs Salonicco | 0 – 0 referto | Panaitōlikos | Stadio Kleanthis Vikelidis\| Arbitro: \| Papapetrou \| |
| Arbitro:                                                   | Papapetrou     |               |              |                                                        |

| Arbitro: | Frappart |

|                   |           |  |
| Vagiannidīs 90+7’ | Marcatori |  |

### UEFA Europa Conference League

#### Qualificazioni
| Arbitro: | Sariyev |

|         |           |           |
| Eza 11’ | Marcatori | 20’ Palma |

| Arbitro: | Fabbri |

|             |           |  |
| Fabiano 80’ | Marcatori |  |

| Arbitro: | Gillett |

|                  |           |  |
| Palma 63’ (rig.) | Marcatori |  |

| Arbitro: | Gishamer |

|                                                          |                      |                                                      |
| Vološyn 45’ Karavajev 85’                                | Marcatori            | 39’ Đurasek                                          |
| Bražko Andrijevs'kyj Samba Parris Benito Djačuk Dubinčak | Tiri di rigore 6 – 5 | Fabiano Menéndez Rupp Ferrari Lazaros Zamora Odubajo |

## Statistiche

### Statistiche di squadra
| Competizione        | Punti | In casa | In casa | In casa | In casa | In casa | In casa | In trasferta | In trasferta | In trasferta | In trasferta | In trasferta | In trasferta | Totale | Totale | Totale | Totale | Totale | Totale | DR  |
| Competizione        | Punti | G       | V       | N       | P       | Gf      | Gs      | G            | V            | N            | P            | Gf           | Gs           | G      | V      | N      | P      | Gf     | Gs     | DR  |
| ------------------- | ----- | ------- | ------- | ------- | ------- | ------- | ------- | ------------ | ------------ | ------------ | ------------ | ------------ | ------------ | ------ | ------ | ------ | ------ | ------ | ------ | --- |
| Souper Ligka Ellada | 55    | 18      | 9       | 4       | 5       | 30      | 22      | 18           | 7            | 3            | 8            | 21           | 22           | 36     | 16     | 7      | 13     | 51     | 44     | +7  |
| Coppa di Grecia     | -     | 3       | 1       | 2       | 0       | 4       | 1       | 3            | 1            | 2            | 0            | 3            | 2            | 7      | 2      | 4      | 1      | 7      | 4      | +3  |
| Conference League   | -     | 2       | 2       | 0       | 0       | 2       | 0       | 2            | 0            | 1            | 1            | 2            | 3            | 4      | 2      | 1      | 1      | 4      | 3      | +1  |
| Totale              | -     | 23      | 12      | 6       | 5       | 36      | 23      | 23           | 8            | 6            | 9            | 26           | 27           | 47     | 20     | 12     | 15     | 62     | 51     | +11 |

### Andamento in campionato
| Giornata  | 1  | 2  | 3 | 4 | 5 | 6 | 7 | 8 | 9 | 10 | 11 | 12 | 13 | 14 | 15 | 16 | 17 | 18 | 19 | 20 | 21 | 22 | 23 | 24 | 25 | 26 | 27 | 28 | 29 | 30 | 31 | 32 | 33 | 34 | 35 | 36 |
| --------- | -- | -- | - | - | - | - | - | - | - | -- | -- | -- | -- | -- | -- | -- | -- | -- | -- | -- | -- | -- | -- | -- | -- | -- | -- | -- | -- | -- | -- | -- | -- | -- | -- | -- |
| Luogo     | T  | T  | C | T | C | T | C | C | C | C  | T  | C  | T  | C  | C  | T  | C  | T  | C  | T  | T  | T  | T  | C  | T  | C  | T  | C  | T  | C  | T  | C  | C  | T  | T  | C  |
| Risultato | P  | P  | V | N | V | P | N | V | V | P  | V  | V  | P  | V  | N  | P  | V  | V  | P  | V  | N  | N  | V  | V  | P  | N  | V  | V  | P  | P  | P  | P  | N  | V  | V  | P  |
| Posizione | 11 | 13 | 8 | 9 | 6 | 7 | 8 | 7 | 6 | 6  | 5  | 5  | 5  | 5  | 5  | 5  | 5  | 5  | 5  | 5  | 5  | 5  | 5  | 5  | 5  | 5  | 5  | 5  | 5  | 5  | 5  | 5  | 5  | 5  | 5  | 5  |

Legenda:

Luogo: C = Casa; T = Trasferta. Risultato: V = Vittoria; N = Pareggio; P = Sconfitta.

### Statistiche dei giocatori
In corsivo i calciatori che hanno lasciato la squadra a stagione in corso.
| Giocatore          | Souper Ligka Ellada | Souper Ligka Ellada | Souper Ligka Ellada | Souper Ligka Ellada | Kypello Ellados | Kypello Ellados | Kypello Ellados | Kypello Ellados | Conference League | Conference League | Conference League | Conference League | Totale   | Totale | Totale      | Totale     |
| Giocatore          | Presenze            | Reti                | Ammonizioni         | Espulsioni          | Presenze        | Reti            | Ammonizioni     | Espulsioni      | Presenze          | Reti              | Ammonizioni       | Espulsioni        | Presenze | Reti   | Ammonizioni | Espulsioni |
| ------------------ | ------------------- | ------------------- | ------------------- | ------------------- | --------------- | --------------- | --------------- | --------------- | ----------------- | ----------------- | ----------------- | ----------------- | -------- | ------ | ----------- | ---------- |
| K. Ansarifard      | 12                  | 1                   | 4                   | 0                   | 2               | 0               | 1               | 0               | -                 | -                 | -                 | -                 | 14       | 1      | 5           | 0          |
| J. Bennette        | 2                   | 0                   | 0                   | 0                   | 0               | 0               | 0               | 0               | -                 | -                 | -                 | -                 | 2        | 0      | 0           | 0          |
| J. Brabec          | 32                  | 1                   | 6                   | 0                   | 7               | 0               | 0               | 0               | 0                 | 0                 | 0                 | 0                 | 39       | 1      | 6           | 0          |
| E. Choutesiōtīs    | 7                   | -10                 | 2                   | 0                   | 1               | -2              | 0               | 0               | 1                 | -2                | 0                 | 0                 | 9        | -14    | 2           | 0          |
| J. Cuesta          | 29                  | -34                 | 3                   | 0                   | 6               | -2              | 0               | 0               | 3                 | -1                | 1                 | 0                 | 38       | -37    | 4           | 0          |
| V. Darida          | 33                  | 3                   | 6                   | 0                   | 7               | 2               | 2               | 1               | 4                 | 0                 | 0                 | 0                 | 44       | 5      | 8           | 1          |
| G. Delīzīsīs       | 1                   | 0                   | 0                   | 0                   | 0               | 0               | 0               | 0               | -                 | -                 | -                 | -                 | 1        | 0      | 0           | 0          |
| C. Doukouré        | 10                  | 0                   | 3                   | 0                   | 5               | 0               | 1               | 0               | 0                 | 0                 | 0                 | 0                 | 15       | 0      | 4           | 0          |
| N. Đurasek         | 22                  | 1                   | 0                   | 0                   | 3               | 0               | 0               | 0               | 4                 | 1                 | 0                 | 0                 | 29       | 2      | 0           | 0          |
| Fabiano            | 27                  | 4                   | 6                   | 0                   | 5               | 0               | 1               | 0               | 4                 | 1                 | 1                 | 0                 | 36       | 5      | 8           | 0          |
| V. Fattore         | 7                   | 1                   | 2                   | 0                   | 1               | 0               | 0               | 0               | 0                 | 0                 | 0                 | 0                 | 8        | 1      | 2           | 0          |
| G. Fetfatzidīs     | 18                  | 3                   | 0                   | 0                   | 5               | 0               | 0               | 0               | -                 | -                 | -                 | -                 | 23       | 3      | 0           | 0          |
| F. Ferrari         | 22                  | 0                   | 5                   | 0                   | 4               | 0               | 1               | 0               | 4                 | 0                 | 1                 | 0                 | 30       | 0      | 7           | 0          |
| A. Gray            | 0                   | 0                   | 0                   | 0                   | -               | -               | -               | -               | 1                 | 0                 | 0                 | 0                 | 1        | 0      | 0           | 0          |
| J. Jules           | 22                  | 0                   | 5                   | 0                   | 3               | 0               | 0               | 1               | 4                 | 0                 | 2                 | 0                 | 29       | 0      | 7           | 1          |
| Lazaros            | 5                   | 1                   | 0                   | 0                   | 1               | 0               | 0               | 0               | 2                 | 0                 | 1                 | 0                 | 8        | 1      | 1           | 0          |
| Manu García        | 16                  | 1                   | 3                   | 0                   | 5               | 0               | 0               | 0               | 0                 | 0                 | 0                 | 0                 | 21       | 1      | 3           | 0          |
| R. Matarrita       | 1                   | 0                   | 0                   | 0                   | 0               | 0               | 0               | 0               | 4                 | 0                 | 1                 | 0                 | 5        | 0      | 1           | 0          |
| J. Menéndez        | 17                  | 1                   | 1                   | 0                   | 1               | 0               | 0               | 0               | 4                 | 0                 | 1                 | 0                 | 22       | 1      | 2           | 0          |
| S. M'bakata        | -                   | -                   | -                   | -                   | -               | -               | -               | -               | 2                 | 0                 | 0                 | 0                 | 2        | 0      | 0           | 0          |
| D. Moberg Karlsson | 14                  | 0                   | 2                   | 0                   | 0               | 0               | 0               | 0               | 3                 | 0                 | 0                 | 0                 | 17       | 0      | 2           | 0          |
| M. Montoya         | 32                  | 0                   | 7                   | 0                   | 6               | 0               | 1               | 0               | 2                 | 0                 | 1                 | 0                 | 40       | 0      | 9           | 0          |
| L. Morón           | 35                  | 20                  | 4                   | 0                   | 6               | 1               | 1               | 0               | 4                 | 0                 | 1                 | 0                 | 45       | 21     | 6           | 0          |
| M. Odubajo         | 28                  | 0                   | 6                   | 0                   | 6               | 0               | 2               | 0               | 4                 | 0                 | 2                 | 0                 | 38       | 0      | 10          | 0          |
| L. Palma           | 1                   | 0                   | 0                   | 0                   | -               | -               | -               | -               | 4                 | 2                 | 2                 | 0                 | 5        | 2      | 2           | 0          |
| M. Panagidis       | 14                  | 0                   | 2                   | 0                   | 2               | 0               | 0               | 0               | 0                 | 0                 | 0                 | 0                 | 16       | 0      | 2           | 0          |
| R. Pardo           | 15                  | 1                   | 1                   | 0                   | 0               | 0               | 0               | 0               | -                 | -                 | -                 | -                 | 15       | 1      | 1           | 0          |
| D. Pavičić         | 2                   | 0                   | 0                   | 0                   | 0               | 0               | 0               | 0               | 4                 | 0                 | 2                 | 1                 | 6        | 0      | 2           | 1          |
| L. Rose            | 17                  | 0                   | 4                   | 0                   | 3               | 0               | 0               | 0               | -                 | -                 | -                 | -                 | 20       | 0      | 4           | 0          |
| L. Rupp            | 7                   | 0                   | 0                   | 0                   | 0               | 0               | 0               | 0               | 4                 | 0                 | 0                 | 0                 | 11       | 0      | 0           | 0          |
| M. Šapi            | 31                  | 5                   | 2                   | 0                   | 6               | 1               | 1               | 0               | -                 | -                 | -                 | -                 | 37       | 6      | 3           | 0          |
| K. Saverio         | 20                  | 3                   | 4                   | 0                   | 6               | 2               | 0               | 0               | 1                 | 0                 | 0                 | 0                 | 27       | 5      | 4           | 0          |
| F. Vélez           | 10                  | 0                   | 2                   | 0                   | 3               | 1               | 0               | 0               | -                 | -                 | -                 | -                 | 13       | 1      | 2           | 0          |
| B. Verstraete      | 24                  | 0                   | 8                   | 0                   | 5               | 0               | 2               | 0               | -                 | -                 | -                 | -                 | 29       | 0      | 10          | 0          |
| Á. Zamora          | 31                  | 4                   | 6                   | 0                   | 7               | 0               | 1               | 0               | 1                 | 0                 | 0                 | 0                 | 39       | 4      | 7           | 0          |